# Eilema germana
Eilema germana är en fjärilsart som beskrevs av Rothschild 1912. Eilema germana ingår i släktet Eilema och familjen björnspinnare. Inga underarter finns listade i Catalogue of Life.